# Rod Fanni
Rod Fanni (født 6. december 1981 i Martigues, Frankrig) er en fransk fodboldspiller, der spiller som højre back i MLS-klubben Montreal Impact. Han har tidligere spillet for Olympique Marseille, Rennes, RC Lens, LB Châteauroux, Nice samt FC Martigues i sin fødeby.

## Landshold
Fanni står (pr. marts 2018) noteret for fem kampe for det franske landshold, som han debuterede for den 14. oktober 2008 i en kamp mod Tunesien. 